# Billund
Billund je malé město na jižní části Jutského poloostrova v Dánsku. V roce 2014 zde žilo 6 194 obyvatel. Pochází odtud Ole Kirk Christiansen, který zde založil první továrnu na lego. Dnes v Billundu sídlí firma The Lego Group, která tuto stavebnici produkuje. Toto město je však nejvíce známé Legolandem, který se zde nachází. Zdejší letiště je druhé nejrušnější v Dánsku.
Billund byl založen v 17. století.